# سليم اللوزي
سليم اللوزي (1922 - 4 آذار 1980م) من أشهر صحفيي لبناني اغتيل بسبب كتاباته ومواقفه وتحديه للسلطة فاعتبر شهيد الصحافة والصحفيين. أسس العديد من المجلات من أشهرها مجلة الحوادث التي انتشرت في معظم الدول العربية.

## مؤلفاته

### روايات
طريق الخطيئة،
المهاجرون،
قصة مهرّب

### كتب
رصاصتان في الخليج

## نبذة
أبصر النور في طرابلس عام 1922 تلقى دراسته في مدرسة الصنائع حيث شكلت الكتب حيزاً كبيراً من حياته. سافر إلى يافا في فلسطين باحثاً عن آفاق جديدة لنفسه، التحق عام 1944 بإذاعة الشرق الأدنى ككاتب للتمثيليات الإذاعية. ثم استقال ليعمل في مجلة «روز اليوسف» في مصر. عاد إلى بيروت عام 1950 بعد أن وجه انتقاد إلى رئيس وزراء مصر ليتابع الصحافة المكتوبة في جريدة «الصياد». مع وقوع ثورة 23 يوليو برز قلم «سليم اللوزي» ولمع. انتقل بعدها لجريدة «الجمهور الجديد» وأخذ من «دار الهلال» مقراً له مراسلاً مجلتي «المصور»، «الكواكب». ذاع وانتشر اسمه إلى كافة الدول العربية. في 19 أكتوبر أصدر العدد الأول لمجلة الحوادث بعد أن حصل على امتيازها. عام 1957 تحولت «الحوادث» إلى خط المعارضة وفي 30 أيار 1957 صدرت مذكرة بتوقيفه رداً على مقال لاذع وصودرت الأعداد وردّ وقتها بشعار «لن أركع». وفي عام 1973 كان سليم من المدافعين عن حرية وسيادة لبنان، مع دخول الجيش السوري إلى لبنان اشتدّت معارضته متخذاً منحى قاسٍ معارض للنظام السوري واضطر إلى السفر وإصدار المجلة من لندن هربا من التهديديات والمضايقات.

## استشهاده[2]
كان اللوزي جريئاً إلى حدّ التهوّر وعندما بلغه نبأ وفاة والدته، وهو في لندن قرّر العودة إلى لبنان ليحضر مأتمها، غير عابئ بالتهديد وعندما نصحه أحد أصدقائه بالعدول عن قراره لأن أيدي الشر تتربص به، أجابه: «ولو... ألا يحترمون حرمة الموت؟ إنني ذاهب لأدفن والدتي».
اختطف في 25 شباط 1980 وكان في طريقه إلى مطار بيروت للعودة إلى لندن، وعُثر عليه مقتولا بعد عدة أيام في أحراج عرمون (جنوب بيروت) قرب مواقع للقوات الخاصة السورية.
حملت جثته آثار تعذيب شديد تضمن إحراق يده اليمنى بالأسيد، لم تعلن أية جهة مسؤوليتها، لكن وجهت الكثير من أصابع الاتهام إلى المخابرات السورية. يُذكر أن مصطفى اللوزي، شقيق سليم اللوزي، كان قد اغتيل في طرابلس شمال لبنان قبل ستة أشهر، وقد اتهمت عدة جهات لبنانية المخابرات السورية بالمسؤولية عن اغتياله أيضاً.